# Republikansko pyrwenstwo w piłce nożnej (1946)
Republikansko pyrwenstwo w piłce nożnej (1946) było 22. edycją najwyższej piłkarskiej klasy rozgrywkowej w Bułgarii. W rozgrywkach brało udział 16 zespołów. Tytułu nie obroniła drużyna Lokomotiw Sofia. Nowym mistrzem Bułgarii został zespół Lewski Sofia.

## 1. runda
- Rodina Chaskowo – Spartak Warna 1 – 4
- TW 45 Warna – JuBS 45 Michajłowgrad 5 – 0
- Lewski Samokow – Hadżi Slawczew Pawlikeni 1 – 1, 1 – 1, 1 – 5
- Benkowski Widin – Botew Płowdiw 5 – 3
- LB 45 Burgas – Kirkow-Junak Łowecz 2 – 1
- Lewski Sofia – Ilinden Petricz 7 – 0
- Slawia Płowdiw – Slawia 45 Sofia 0 – 1
- Lokomotiw Ruse – Lokomotiw Sofia 0 – 4

## Ćwierćfinały
- LB 45 Burgas – Lewski Sofia 0 – 2(po dogr.)
- Benkowski Widin – Hadżi Slawczew Pawlikeni 2 – 1
- TW 45 Warna – Lokomotiw Sofia 1 – 2
- Slawia 45 Sofia – Spartak Warna 1 – 3

## Półfinały
- Lewski Sofia – Spartak Warna 3 – 0, 3 – 0
- Benkowski Widin – Lokomotiw Sofia 2 – 2, 0 – 2

## Finał
- Lewski Sofia – Lokomotiw Sofia 1 – 0, 1 – 0

Zespół Lewski Sofia został mistrzem Bułgarii.